# José MacCrohon y Blake
José MacCrohon y Blake   (Ferrol, 13 de maig de 1803 - mar Roja, 21 d'agost de 1860) va ser un polític i militar espanyol, diputat, senador, ministre interí de guerra, titular de Marina, governador colonial de Santiago de Cuba, tinent general de l'exèrcit i director general de la Guàrdia Civil.

## Biografia
Diputat per Màlaga en 1837, per Alacant en 1854 i 1858 y senador vitalicio en la legislatura 1858-60. Ministre de Marina entre el 27 de novembre de 1858 i el 9 de juliol de 1860, també va exercir interinament el càrrec de ministre de Guerra en absència de Leopoldo O'Donnell.
Va morir en l'estiu de 1860 a conseqüència de l'excessiva calor soferta durant la travessia del mar Roig, des de la ciutat de Suez a Aden, quan anava camí d'ocupar el seu lloc com a capità general de les Filipines.